# Denzel De Roeve
Denzel De Roeve, né le 10 août 2004, est un footballeur belge qui joue au poste de défenseur au SK Brann.

## Biographie

### En club
Denzel De Roeve est formé par le Club Bruges KV, où il commence sa carrière professionnelle avec l'équipe reserve en championnat de Belgique de deuxième division. Il joue son premier match avec le Club NXT le 21 février 2021, titularisé par Maarten Martens contre le KMSK Deinze en championnat (défaite, 4-0),.
Devenu un cadre avec la reserve, malgré une saison 2023-2024 avec une grave blessure à l'ischio,, il figure à plusieurs reprises sur la feuille de match avec l'équipe première, sans toutefois parvenir à y faire ses débuts et en mars 2025, il rejoint le SK Brann en championnat de Norvège, vice-champion lors de la dernière campagne,,,.
Denzel De Roeve dispute ses premières minutes avec ses nouvelles couleurs à peine trois semaines après son arrivée, le 29 mars 2025, lorsqu'il monte au jeu face au Fredrikstad FK en championnat (défaite, 3-0). Il prend rapidement en importance, principalement par ses entrées en jeu, dans son nouveau club qui joue à nouveau le titre.
Le 23 juillet 2025, il joue son premier match de Ligue des champions, entrant en jeu lors du match de qualification du SK Brann contre le RB Salzbourg (défaite, 1-4),,.

### En sélections nationales
Denzel De Roeve est international belge junior jusqu'à l'équipe des moins de 18 ans en 2021.

## Statistiques

### En club
| Saison                | Club                  | Championnat           | Championnat | Championnat | Championnat | Coupe(s) nationale(s) | Coupe(s) nationale(s) | Coupe(s) nationale(s) | Compétition(s) continentale(s) | Compétition(s) continentale(s) | Compétition(s) continentale(s) | Compétition(s) continentale(s) | Autres compétitions | Autres compétitions | Autres compétitions | Autres compétitions | Total | Total | Total |
| Saison                | Club                  | Division              | M.          | B.          | P.d.        | M.                    | B.                    | P.d.                  | Comp.                          | M.                             | B.                             | P.d.                           | Comp.               | M.                  | B.                  | P.d.                | M.    | B.    | P.d.  |
| 2020-2021             | Club NXT              | Division 1B           | 10          | 0           | 0           | -                     | -                     | -                     | -                              | -                              | -                              | -                              | -                   | -                   | -                   | -                   | 10    | 0     | 0     |
| 2022-2023             | Club NXT              | Division 1B           | 19          | 0           | 2           | -                     | -                     | -                     | -                              | -                              | -                              | -                              | PO                  | 8                   | 0                   | 1                   | 27    | 0     | 3     |
| 2023-2024             | Club NXT              | Division 1B           | 12          | 1           | 2           | -                     | -                     | -                     | -                              | -                              | -                              | -                              | -                   | -                   | -                   | -                   | 12    | 1     | 2     |
| 2024-2025             | Club NXT              | Division 1B           | 16          | 1           | 1           | -                     | -                     | -                     | -                              | -                              | -                              | -                              | -                   | -                   | -                   | -                   | 16    | 1     | 1     |
| Sous-total            | Sous-total            | Sous-total            | 57          | 2           | 5           | -                     | -                     | -                     | -                              | -                              | -                              | -                              | -                   | 8                   | 0                   | 1                   | 65    | 2     | 6     |
| 2025                  | SK Brann              | Eliteserien           | 16          | 2           | 1           | 2                     | 0                     | 0                     | C1+C3                          | 2+2                            | 0+0                            | 0+0                            | -                   | -                   | -                   | -                   | 22    | 2     | 1     |
| Total sur la carrière | Total sur la carrière | Total sur la carrière | 73          | 4           | 6           | 2                     | 0                     | 0                     | -                              | 4                              | 0                              | 0                              | -                   | 8                   | 0                   | 1                   | 87    | 4     | 7     |